# St. Andreas (Magdeburg)

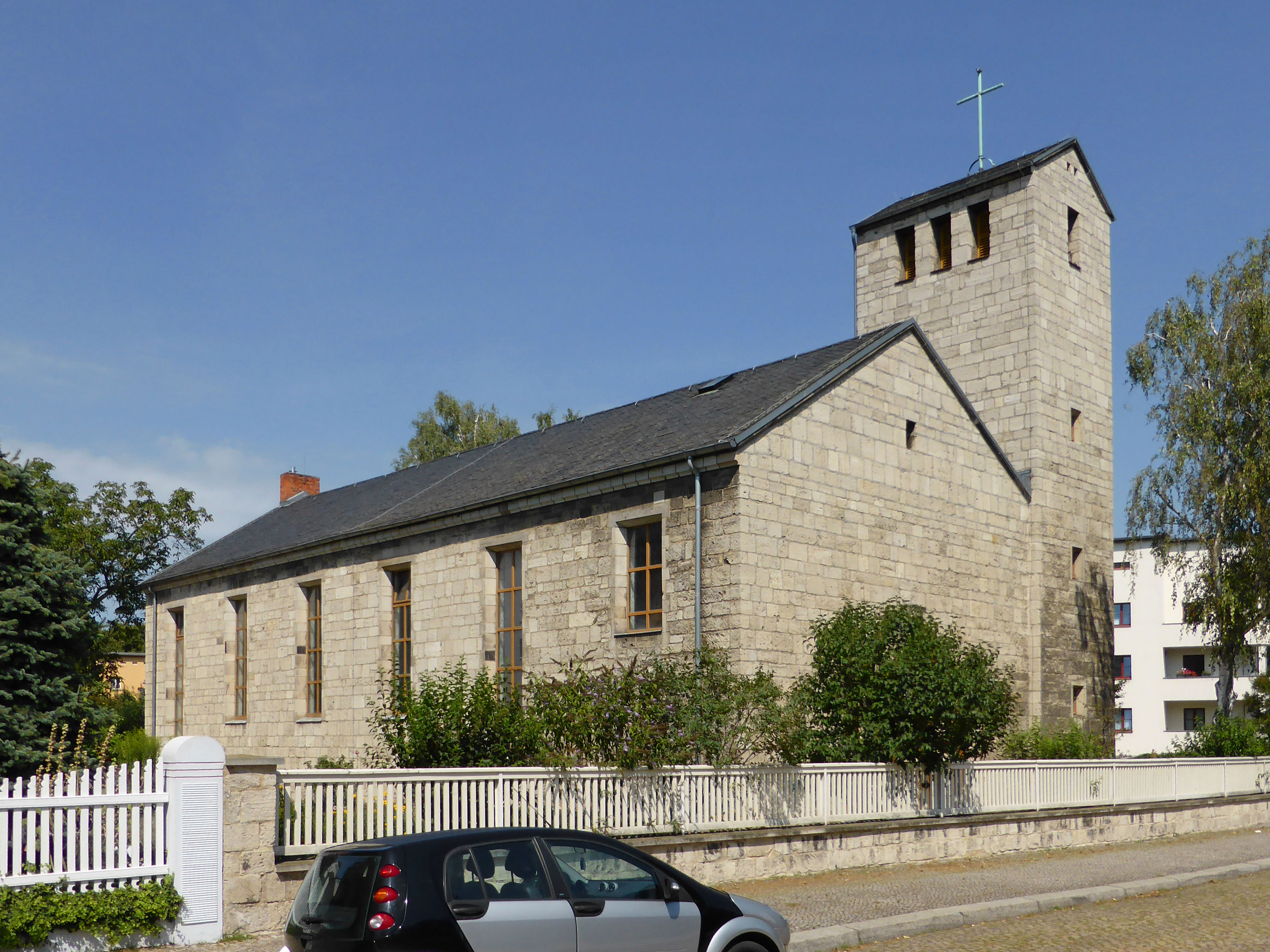
St.-Andreas-Kirche

St. Andreas (auch St. Andreaskirche) ist die römisch-katholische Kirche im Magdeburger Stadtteil Cracau. Die als Baudenkmal Nr. 094 82483 ausgewiesene Kirche befindet sich an der Bassermannstraße, sie ist Sitz der Pfarrei St. Augustinus im Dekanat Magdeburg des Bistums Magdeburg.

## Geschichte
Im Rahmen der Stadterweiterung Magdeburg nach Osten wurde 1930 der Bereich zwischen dem heutigen Stadtteil Brückfeld und dem Dorf Cracau erschlossen. In diesem Gebiet wurde 1933 ein Grundstück in der Bassermannstraße für eine Kirche vorgesehen und erworben. Der Architekt Bernhard Lippsmeier (1885–1958) erstellte noch 1933 Entwürfe, doch der Kirchenbau fand während der Zeit des Nationalsozialismus nicht mehr statt.
Zum 15. März 1941 erfolgte die Errichtung der zur Magdeburger Propsteipfarrei St. Sebastian gehörenden Pfarrvikarie Magdeburg-Cracau, um einen Priester vor der Einberufung zur Wehrmacht zu bewahren. Ihr erster Pfarrvikar war Heinrich Winkelmann, sein Nachfolger wurde Heinrich Gatz.

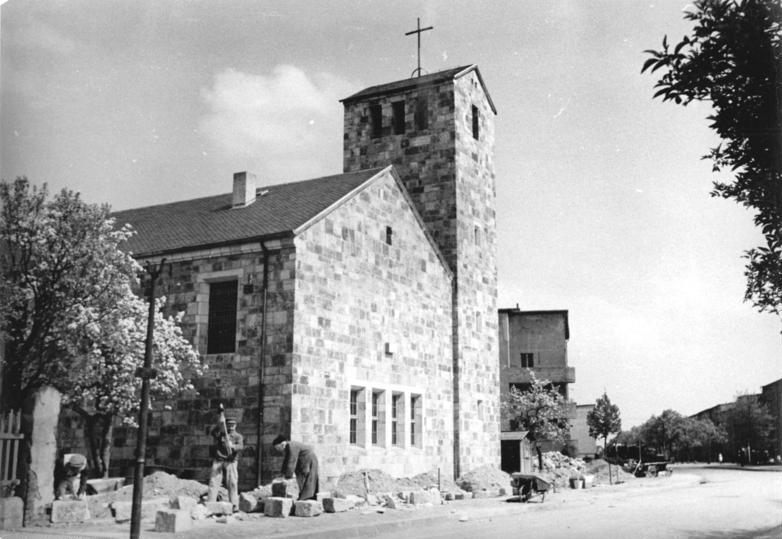
St. Andreas (1951)

Erst 1950 begann man mit dem Bau, wobei man als Baumaterial Steine der im Zweiten Weltkrieg zerstörten Deutsch-reformierten Kirche erwarb. Die Planung wurde dem Sohn von Bernhard Lippsmeier, dem Magdeburger Architekten Hermann Lippsmeier, übertragen. Der erste Spatenstich erfolgte am 5. Mai 1950, der Grundstein wurde am 19. August 1950 durch Vikar Heinrich Gats gelegt. Das Richtfest erfolgte bereits am 15. September 1950. Weihbischof Wilhelm Weskamm errichtete an diesem Tag die Kuratie St. Andreas, ernannte Vikar Werner Hentrich zum Kuratus und benedizierte in Erinnerung an den Tag seiner eigenen Bischofsweihe am 21. Dezember 1951 die Kirche zu St. Andreas. Am 1. April 1957 wurde Kuratus Werner Hentrich zum ersten Pfarrer an St. Andreas ernannt.
Am 20. November 1970 konsekrierte Bischof Johannes Braun den Kirchenbau. In den Altar wurde eine Reliquie des heiligen Apostels Andreas, dem Schutzpatron der Kirche, eingebracht.
Am 1. März 2006 wurde der Gemeindeverbund Magdeburg-Ost errichtet, der außer der Pfarrei St. Andreas auch die Magdeburger Pfarrvikarie St. Petri sowie die Pfarrvikarie Hl. Kreuz in Biederitz umfasste. Damals gehörten rund 640 Katholiken zum Einzugsgebiet der St.-Andreas-Kirche. Am 28. November 2010 wurde aus dem Gemeindeverbund die heutige, nach dem heiligen Augustinus von Hippo benannte Pfarrei St. Augustinus.

## Orgel
Eine in der Wallonerkirche aufgefundene Orgel mit Zinnpfeifen und sieben Registern aus dem 14./15. Jahrhundert wurde für 1.000 Mark von der Stadt Magdeburg erworben und für 3.000 Mark durch den Magdeburger Orgelbauer Brandt eingebaut. Die Kirche verfügte damit längere Zeit über die älteste Orgel der Stadt. Nach fast 40 Jahren wurde die Orgel durch eine modernere Orgel von 1986 ersetzt.

## Kreuze

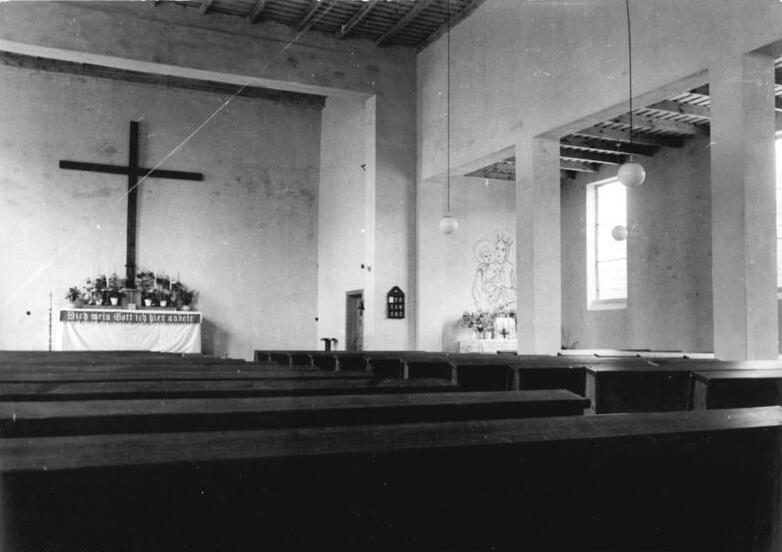
Innenraum im Jahr 1951

Als Ausgestaltung der Altarwand wurde zunächst ein romanisches Kreuz beschafft. Es hatte zuvor in der Kapelle des Schlosses Roßla gehangen und war dort nach Umbauarbeiten entfernt worden. Werner Hentrich fand das Kreuz unter Schnee und Eis. Ein Arm des Corpus war abgebrochen, das Gesicht beschädigt. Da der Roßlaer Bürgermeister meinte, das Kreuz werde verbrannt, bat Hentrich darum, dass Kreuz seiner Gemeinde zu überlassen. Nach einer Restaurierung blieb das Kreuz bis 1959 in St. Andreas, dann forderten es die Roßlaer zurück. Die Sudenburger Pfarrgemeinde St. Marien überließ dann leihweise ein in den 1930er Jahren von Moormann aus Wiedenbrück geschaffenes Kreuz, welches in Sudenburg nach einer Umgestaltung des Chors nicht mehr benötigt wurde. Es befindet sich bis heute in der St. Andreaskirche.
Bemerkenswert an der Arbeit ist das Fehlen einer Seitenwunde am Corpus. Der Künstler wollte die Situation vor dem Lanzenstoß darstellen, in der Jesus spricht: Vater, in deine Hände empfehle ich meinen Geist. Beim amerikanischen Angriff auf Sudenburg am 17. April 1945 traf ein Granatsplitter das Kreuz und schlug dem Corpus eine Seitenwunde. Der Schaden wurde jedoch später beseitigt.

## Glocken
Eine erste Glocke erhielt die Kirche aus Biederitz, eine 1523 gegossene aus dem östlich der Oder gelegenen Neudorf im Landkreis Schwerin (Warthe) stammende Bronzeglocke, die im Zweiten Weltkrieg für Rüstungszwecke in das Hamburger Glockenlager abtransportiert worden war. Diese Glocke war nicht identisch mit der ebenfalls 1523 gegossenen Christkönigsglocke der Sankt-Stephanus-Kirche in Westerhüsen. Eine zweite, kleinere Glocke erwarb man vom Altersheim in der Magdeburger Hans-Löscher-Straße.
1963 erhielt die Kirche dann vier in Apolda neu hergestellte Stahlglocken, die auf die Namen St. Petrus, St. Jakobus, St. Johannes und Maria, Königin der Apostel geweiht wurden und in einem neuen Glockenstuhl aufgehängt wurden. Die ersten beiden Glocken wurden samt einem neuen Glockenstuhl nach Biederitz abgegeben.